# Карли (хан)
Карли (Карлий, Карили) — у ХІІ столітті хан половців. Батько хана лукоморських кипчаків Кобяка.

## Життєпис
За Баскаковим, Карли був із дніпровських половців. Відомий як батько вождя лукоморських кипчаків Кобяка через згадку в літописах за 1170, 1183 та 1186 роки по-батькові останнього. М. Баскаков уважав, що qar (сніг) + ly, тобто qarly — сніговий. Пітер Ґолден, посилаючись на роботу Вільгельма Радлова 1905 року, перекладав qarli як вкритий снігом.
За даними Пилипчука, Карли мирно кочував у надазовських степах і міг лише найматися на службу до русів та ромеїв.